# Tsar Bomba
73°48′26″N 54°58′54″Ø / 73.80722°N 54.98167°Ø
Tsar Bomba var en sovjetisk prøvesprængning af den største brintbombe i historien. Detonationen foregik på Novaja Zemlja i Rusland den 30. oktober 1961. 
Tsar Bomba var en tre-trins brintbombe med en sprængkraft på ca. 50 megaton TNT, hvilket er 10 gange så meget som alt sprængstof anvendt under hele 2. verdenskrig. En tre-trinsbrintbombe bruger en fissionsbombe til at presse en fusionsbombe som i de fleste andre brintbomber, og bruger dermed detonationen af disse til at udløse en tredje fusionsanordning.
Der foreligger dog beviser på, at Tsar Bomba havde flere tre-trinsserier frem for én enkelt stor. Det oprindelige design var i stand til at yde 100 megaton, men af hensyn til den mængde af radioaktivt nedfald en så enorm eksplosion ville skabe, havde man valgt at nedskalere bomben. Dette gjorde man ved at bytte de uran-238-fusionstændsatser ud, som de oprindelige design havde, med bly. Det resulterede i, at ca. 97 % af den samlede energi kom fra fusion alene.
I forhold til bombens ydelse var den faktisk en af de ”reneste” kernevåben nogensinde produceret. Beslutningen om nedskaleringen kom, da man vurderede, at for meget af det radioaktive nedfald ville ramme den sovjetiske civilbefolkning. Bomben blev bygget af Julij Kharitov, Andrej Sakharov, Viktor Adamskij, Jurij Babajev, Jurij Smirnov og Jurij Trutnev. Kort efter sprængningen, begyndte Sakharov at tale imod kernevåben.
Tsar Bomba blev fløjet til testområdet af et modificeret Tu-95V bombefly, som lettede fra Kolahalvøens luftbase. Til filmoptagelse og indsamling af luftprøver, blev flyet eskorteret af et Tupolev Tu-16-fly. Begge fly var blevet malet med en speciel reflekterende maling for at begrænse skader som følge af den intense varme. Bomben vejede 27 ton, målte 8 m × 2 m og var dermed så stor, at bombeflyet fik fjernet sine bombeskodder og interne brændstoftank. På bomben var der monteret en 800 kg tung faldskærm, som tillod, at begge fly kunne nå 45 km væk fra ground zero.
Bomben blev smidt fra 10,5 km højde, og var indstillet til at detonere i en højde af 4 km over land (4,2 over havet). Dette blev sikret ved hjælp af barometriske sensorer. Bomben sprængte med en styrke på mellem 50 og 58 megaton (kilderne varierer). Ildkuglen nåede en diameter på 8 km, hvormed den rørte jorden og kom næsten lige så højt op som flyet, der smed den, og den kunne tydeligt ses og mærkes op til 1.000 km væk, hvor den smadrede ruder i Finland og forvoldte mindre skader andre steder. Den intense varmestråling ville have forårsaget tredjegradsforbrændinger indtil 100 km fra ground zero. Paddehatteskyen nåede en højde af 62 km (7 gange Mount Everest), før den forsvandt ud af atmosfæren og var et sted mellem 30-40 km i diameter. Den seismiske chokbølge kunne stadig måles på dens tredje jordomrejse. Den målte et sted mellem 5 og 5,25 på Richterskalaen. 50 megaton TNT er omtrent 210 petajoule (2,1*1017), processen varede 39 nanosekunder, producerende 5,4 YW (1024).
USA's største brintbombe, B41, kunne teoretisk nå 25 megaton TNT, selvom den største, de nogensinde har testet, var 15  megaton TNT (Castle Bravo) over Bikini-atollen).